# 波場
波場 (Tron) 是一个去中心化的、基于持有量證明的区块链，具备智能合约功能。也用于代指在其基础上內生的加密货币TRX。
波场由中国企业家孙宇晨在2017年创立，由同年在新加坡成立的非营利组织波场基金会 (TRON Foundation) 负责管理和监督。波场是一款开源软件。

## 历史
波場是由中国的企业家孫宇晨在2017年創立發布。 波場基金會（TRON Foundation）在2017年透过 首次代幣發行 融到7000萬美元，在中国政府发布数字代币首次发行禁令前完成了发行。 2018年9月，TRX/USD交易对登陆美国Bittrex交易平台，开始进入国际市场。
2018年波場把核心协议从以太坊通證上遷移到独立的对等网络。在这之后定位為以太坊的競爭者，也同時帶來了波場市值的快速成長，一度成为最高市值的10个加密货币之一。
2019年1月，波場達到了约16亿美元总市值。在2019年2月后，在波場基礎上，BitTorrent开始發行自己的代幣。
2019年10月，波场与三星达成战略合作，使TRX得以落地于三星的移动商业应用之中。
2021年，VanEck TRX ETN（VTRX）通过德意志证券交易所审批，在欧盟十四国上市，成为实现全球合规化的重要里程碑。2021年12月，波场TRON实现完全去中心化，成为由社区治理的去中心化自治组织（DAO）。
2022年4月1日，波场上线Binance.US交易所。
2022年5月，波场TRON被多米尼克共和国正式指定为国家级区块链基础设施，TRX也被该国政府确立为国家法定数字货币，成为区块链行业国际化的重要标志。
2022年5月20日，Crypto Finance开始提供TRX交易服务；5月24日，Fireblocks开始支持TRX及所有TRC20代币。
此后，TRX陆续在多个国家和地区的交易所上线，包括6月7日上线泰国的Bitkub交易所与墨西哥的Bitso交易所；6月15日上线日本的DMM Bitcoin交易所；8月29日，OKCoin Japan正式开启TRX Staking服务，成为日本首家提供该服务的加密货币交易所。
此外，TRX也被多个支付和金融平台接纳：7月9日，英国支付服务提供商Plisio支持TRX；9月14日，Blockchain.com钱包和交易所均支持TRX；11月2日，加密金融公司Guardarian正式支持TRX。
截至2023年，TRX已登陆超过130家交易所，连接全球数百万投资者。
2024年，波场TRON联合Tether与TRM Labs成立“T3”反金融犯罪小组，进一步强化其合规性与安全治理体系。
2025年4月，波场TRON账户总数突破3亿。
2025年，波场TRON网络USDT发行量突破757亿美元，超越以太坊总发行量，占据USDT总市值半数以上。

## 架構
波場網絡的协议中，TRX的持有者在资源分配上是平等的，包括带宽和能量。波場提供了一个分散的虚拟机，可以利用全球的公共節點执行程序。该网络的交易费用為零，可以支持每秒鐘2000筆交易。 
波場採納持有量證明结构。這種方式讓波場體系可以達到最少的交易费用，並防止恶意用户执行DDoS攻击。 在这方面，EOS和波場相当类似的，由于不存在的收费，高交易量和高可靠性，并被视为新一代的区块链系统。
波场采用了三层架构设计，分别为存储层、核心层与应用层。此架构旨在实现模块分离、功能独立，以增强系统整体的可扩展性与可维护性。

### 存储层
波场的存储层负责区块链数据和状态数据的管理，包含区块数据、交易数据与状态数据库。其引入了图数据库与键值对数据库的混合存储模式，以提升数据检索效率与可扩展性。该层支持状态分片、Khaos机制（KhaosDB）以缓存分叉区块，有助于缩短分叉切换的时间。

### 核心层
核心层主要处理智能合约执行、账户管理、共识机制与网络协调等核心功能。波场使用 委托权益证明（Delegated Proof of Stake, DPoS）作为其共识机制，透过代表投票机制选择超级代表（Super Representatives）负责出块。该机制使得波场在出块速度与交易确认方面具有一定优势，出块时间约为3秒，平均交易处理能力可达到2000 TPS 以上。

### 应用层
应用层为开发者提供了多样化的接口，支持智能合约与去中心化应用（DApps）的部署。波场的虚拟机（TRON Virtual Machine, TVM）设计上兼容以太坊虚拟机（EVM），开发者可直接复用基于Solidity语言的合约代码。

### 架构特点
波场的模块化三层架构与DPoS共识机制配合，旨在在较低交易费用的前提下实现较高的吞吐量与快速出块。此外，TVM的EVM兼容性也为跨平台开发提供了便利。

## 争议
波场自成立以来也存在一些争议，但相关指控均遭波场基金会否认。例如，波场的白皮书曾被部分业内人士指责为抄袭；一些研究者认为波场是以太坊的克隆产品，缺乏根本性差异。此外也有质疑指出，波场区块链的每秒交易速率在实际运行中远低于其理论宣称的处理能力。

## 治理机制
波场网络采用委托权益证明（DPoS）共识机制，社区成员通过投票选举出27位超级代表（Super Representatives，简称SR），负责生成和验证区块。验证區塊（平均3秒鐘一個），這樣就形成了一個分佈式的自治组织。超级代表每6小时重新推選一次。选举结果基于社区成员的投票权重。
27個超级代表还管理网络提议并投票通過TIP(波場改进建议)，但只有超级代表或其合作伙伴可以在链上提交投票请求。提案在提交后，27位超级代表将在3天的有效期内进行投票，若有不少于18票赞成，提案将生效。
此外，超级代表每成功生成一个区块，将获得8TRX的奖励。区块奖励和投票奖励的分配机制旨在激励超级代表和投票者积极参与网络维护和治理。